# Socialismo e barbarie
Socialismo e barbarie è il secondo album del gruppo musicale italiano CCCP - Fedeli alla linea, pubblicato nel 1987.

## Descrizione
Il titolo dell'album è una parafrasi dello slogan Socialismo o barbarie, utilizzato da Rosa Luxemburg nel libello Juniusbroschüre del 1915, indicante come unica risoluzione possibile per la società, appunto il socialismo o la barbarie. La copertina stessa ritrae la linea di montaggio della Fiat 124, autovettura largamente prodotta su licenza dal 1970 al 2012 in numerosi paesi sovietici, inizialmente nella città di Togliatti, mentre il logo del gruppo rimanda al logo Fiat utilizzato sulle vetture fino ai primi anni settanta.
Ancora forte è l'influenza della cultura filosovietica in Manifesto e in A ja ljublju SSSR (rifacimento con testo differente dell'inno dell'Unione Sovietica), e di quella islamica in Sura, in Radio Kabul (sull'occupazione sovietica dell'Afghanistan e gli scontri con i Mujaheddin) e in Inch'Allah - ça va.
Con la strofa "Io sono l'anarchia, ecco un altro anticristo" è piuttosto evidente il riferimento a Johnny Rotten, cantante dei Sex Pistols, che nel loro pezzo più famoso, Anarchy in the U.K., cantava "I am an antichrist, I am an anarchist" ("Io sono un anticristo, io sono un anarchico").
Libera me Domine inaugura la serie di canzoni del gruppo con riferimento diretto alla religione cristiana.
Il verso I soviet più l'elettricità non fanno il comunismo, in Manifesto, è una citazione (dal senso capovolto) della frase di Lenin: Il socialismo è il potere sovietico più l'elettrificazione di tutto il paese.
La versione dell'album in LP e musicassetta contiene 11 tracce, mentre la versione pubblicata in CD dalla Virgin nello stesso 1987, contiene due tracce aggiuntive: il lato A e il lato B del singolo Oh! Battagliero.

## Tracce
LP/MC
Testi di Giovanni Lindo Ferretti, musiche di Massimo Zamboni.
1. A ja ljublju SSSR – 4:44
2. Per me lo so – 2:20
3. Tu menti – 2:03
4. Rozzemilia – 2:22
5. Stati di agitazione – 4:50
6. Libera me Domine – 2:04
7. Manifesto – 4:08
8. Hong Kong – 1:24
9. Sura – 5:32
10. Radio Kabul – 4:44
11. Inch'Allah - Ça va – 2:10

Durata totale: 36:21
CD
1. A ja ljublju SSSR – 4:44
2. Per me lo so – 2:20
3. Tu menti – 2:03
4. Rozzemilia – 2:22
5. Stati di agitazione – 4:50
6. Libera me Domine – 2:04
7. Manifesto – 4:08
8. Hong Kong – 1:24
9. Sura – 5:32
10. Radio Kabul – 4:44
11. Inch'Allah - Ça va – 2:10
12. Oh! Battagliero – 2:57
13. Guerra e pace – 5:00

Durata totale: 44:18

## Crediti

### Formazione
- Giovanni Lindo Ferretti - voce
- Massimo Zamboni - chitarre
- Ignazio Orlando - basso, tastiere, drum machine
- Carlo Chiapparini - chitarra
- Danilo Fatur - cori
- Annarella Giudici - voce in Guerra e Pace, cori

### Altri Musicisti
- Frank Nemola - cori in A ja ljiubljiu SSSR
- Luca Marcheselli - cori in A ja ljiubljiu SSSR e Manifesto
- Ben Ayeid Abderraouf - voce in Inch'Allah - ca va

### Personale Tecnico
- Luca Bignardi - Registrazione e missaggio
- Carlo Chiapparini - grafica e copertina
- Cruisin - management